# الامدا، شهرستان کرن، کالیفرنیا
الامدا، شهرستان کرن، کالیفرنیا (به انگلیسی: Alameda, Kern County, California) یک محدوده ثبت‌نشده در ایالات متحده آمریکا است که در شهرستان کرن، ایالت کالیفرنیا است.

## خصوصیات
الامدا ۱۰۱ متر بالاتر از سطح دریا واقع شده‌است.